# Euspilotus loebli
Euspilotus loebli är en skalbaggsart som beskrevs av Miłosz A. Mazur 1974. Euspilotus loebli ingår i släktet Euspilotus och familjen stumpbaggar. Inga underarter finns listade i Catalogue of Life.